# Симоне Мартини
Симоне Мартини (итал. Simone Martini; Сијена, око 1248 – Авињон, јул 1344) је био италијански сликар.  Уз Дуча, оснивач је сијенске сликарске школе.
Ослободивши се византијске ликовне традиције, сликао је светлим рафинираним бојама касноготичког стила библијске сцене (Маеста) и световне композиције. На позив папе дошао је у Авињон. Утицао је на развитак интернационалног готичког стила (нарочито на раноренесансне француске и фламанске илуминаторе).
Његов коњанички портрет Гвидоричија са Фољана (1328) био је значајна претеча ренесанссних коњичких портрета.